# SN 2005cs
SN 2005cs var en typ II i spiralgalaxen M51. Den upptäcktes av tysken Wolfgang Kloehr den 28 juni 2005. Som högst nådde den en skenbar magnitud på <13.5.